# Polyisocyanurate

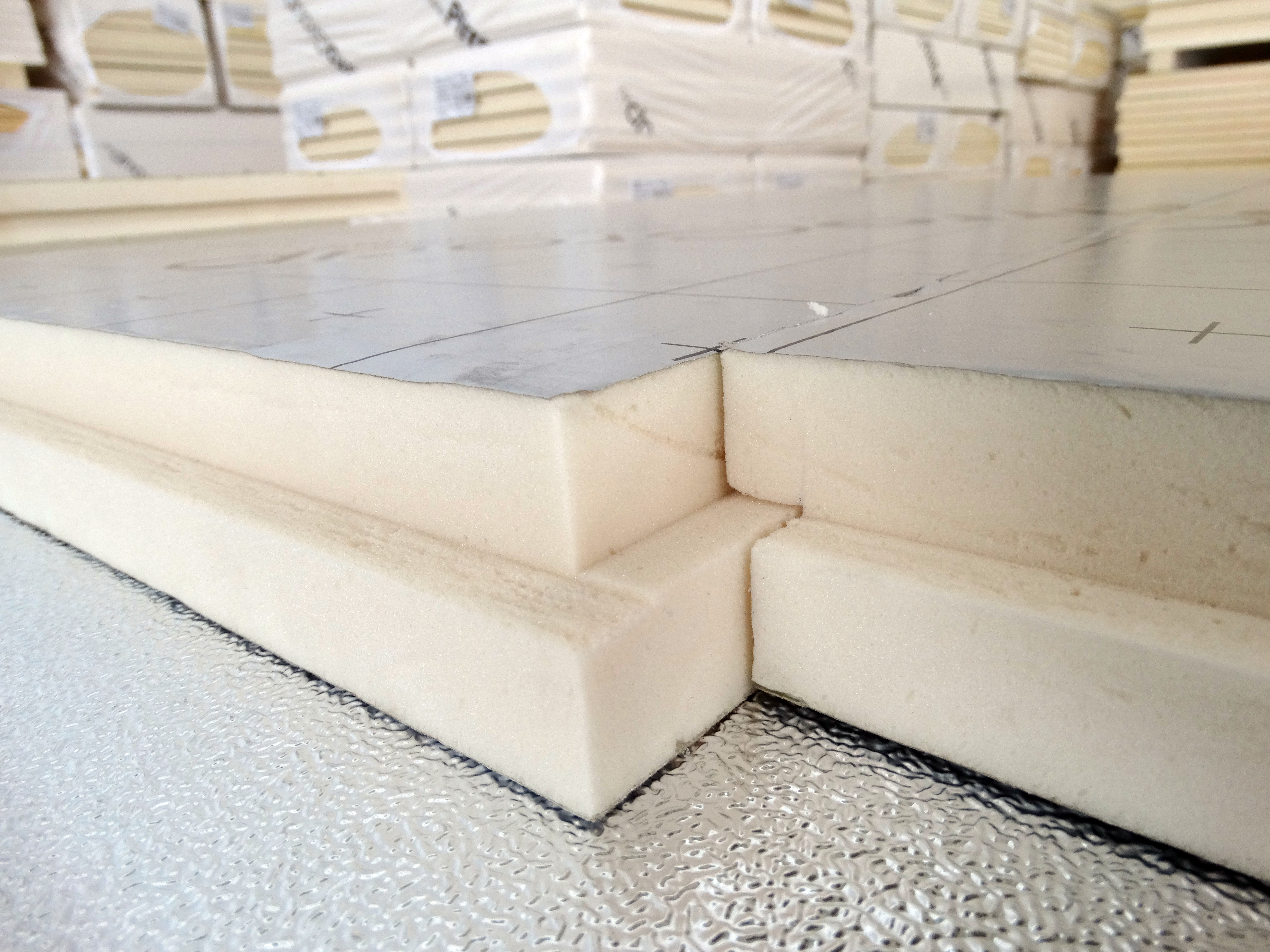
Panneaux isolants PIR.

Le polyisocyanurate, abrégé PIR, est un isolant cousin des mousses rigides de polyuréthane (PUR). La différence principale entre les deux est la présence d’une quantité élevée de structures isocyanurate issues de la trimérisation de groupes isocyanate du 4,4'-diisocyanate de diphénylméthylène (4,4'-MDI).

## Production
Du polyéther est utilisé comme catalyseur dans la production du polyuréthane. Dans la production du polyisocyanurate, le polyéther est remplacé par un polyol polyester dérivé. En conséquence, la proportion de 4,4'-MDI contenue dans le polyisocyanurate est plus élevée que dans le polyuréthane, ce qui confère au produit des qualités supérieures. Le PIR est la version améliorée de PUR en termes de résistance au feu. Le polyisocyanurate est naturellement auto-extinguible.

## Composition chimique
| Éléments       | % en poids   | Éléments      | % en poids  |
| -------------- | ------------ | ------------- | ----------- |
| Carbone (C)    | 62,05 ± 0,40 | Chlore (Cl)   | 3,18 ± 0,30 |
| Oxygène (O)    | 17,03 ± 0,30 | Fluor (F)     | <5 μL/L     |
| Hydrogène (H)  | 5,24 ± 0,30  | Brome (Br)    | 0,41 ± 0,20 |
| Azote (N)      | 7,03 ± 0,30  | Phosphore (P) | 2,6 ± 0,30  |
| Soufre (S)     | <0,2 ± 0,20  | Autres        | 2,16        |
| Aluminium (Al) | <0,1         | Total         | 100         |

Le tableau ci-dessous montre les résultats d'une analyse élémentaire d'une mousse de PIR vierge de masse volumique normale 80 kg/m3. Sur la base de cette composition, la formule brute de cette mousse est C10H10,13O2,05N0,97.

## Usage
Le PIR est généralement produit sous forme de mousse et utilisé comme isolation thermique. Sa conductivité thermique typique vaut 0,023 W m−1 K−1, dépendant du rapport périmètre/surface. On le retrouve par exemple dans l'isolation des bâtiments et des cuves de méthanier. Pour ces deux applications, sa tenue au feu et sa rigidité sont recherchées.

## Test feu
Un exemple de la résistance au feu de PIR est montrée dans le clip ci-contre. 

## Toxicité
Le PIR, comme le PUR, dégage du formaldéhyde.
Une étude de toxicité des matériaux d'isolation (PUR, PIR, EPS, PHF) a été menée à l'université du Lancashire central ; sa conclusion est que le PIR est celui des matériaux étudiés qui, exposé au feu, dégage le plus de produits toxiques (PIR > PUR > EPS > PHF, etc.).
La mousse polyisocyanurate (PIR), utilisée comme isolant, dégage notamment en brûlant du cyanure d'hydrogène hautement toxique (incendie de la tour Grenfell à Londres le 14 juin 2017).